# Саймон, Фрэнсис
Фрэнсис Саймон или Франц Ойген Симон (англ. Sir Francis Simon, нем. Franz Eugen Simon; 2 июля 1893, Берлин — 31 октября 1956, Оксфорд) — немецкий и британский физик-экспериментатор. Член Лондонского королевского общества (1941). Научные труды посвящены в основном физике низких температур и высоких давлений, ядерной физике, магнетизму.

## Биография

### Ранние годы. Служба в армии (1893—1919)
Франц Ойген Симон родился в Берлине в семье богатого еврейского торговца. Среди его предков по материнской линии — известный философ Мозес Мендельсон. В 1903 году Симон поступил в гимназию кайзера Фридриха (Kaiser Friedrich Reform Gymnasium), где изучал латинский и греческий языки и другие предметы классического цикла, во время каникул посещал Великобританию, чтобы практиковаться в английском. Тем не менее он проявлял явную склонность к естественным наукам, что заметил друг семьи известный биохимик Леонор Михаэлис. Михаэлис уговорил родителей Симона позволить ему избрать физику своей профессией. В 1912 году Симон поступил в Берлинский университет, где собирался изучать физику, химию и математику. В то время среди студентов была распространена практика посещения других университетов в первые два года обучения (никаких экзаменов за это время не предусматривалось), поэтому Симон отправился сначала в Мюнхенский университет, где учился у Арнольда Зоммерфельда, а затем в Гёттингенский.
Осенью 1913 года Симон был призван на год на обязательную военную службу и к началу Первой мировой войны всё ещё находился в армии. Следующие четыре года он служил в полевой артиллерии (в звании лейтенанта) в основном на Западном фронте. Он получил отравление в одной из газовых атак, был дважды ранен. Второе ранение, полученное лишь за два дня до Компьенского перемирия, оказалось столь тяжелым, что он выписался из госпиталя лишь весной 1919 года. За личное мужество Симон был награждён Железным крестом 1-го класса, однако впоследствии не любил вспоминать об этой странице своей жизни.

### Берлин (1919—1930)
Весной 1919 года Симон возобновил свои занятия в Берлинском университете, посещая лекции Макса Планка, Макса фон Лауэ, Фрица Габера и Вальтера Нернста. Последний стал научным руководителем Симона, который в январе 1920 года начал работу над докторской диссертацией. Работа, посвящённая поведению удельной теплоёмкости веществ при низких температурах, была закончена через 18 месяцев. После получения в декабре 1921 года степени доктора философии Симон остался работать в университете. В 1922 году он был назначен ассистентом Нернста и в том же году женился на Шарлотте Мюнхгаузен (Charlotte Munchhausen), которая родила ему двух дочерей.
В это время Симон работал в университетском Физико-химическом институте, руководимом сначала Нернстом, а затем Максом Боденштейном. В 1924 году Симон получил должность приват-доцента, а в 1927 — ассистента профессора (Außerordentliche professor). В течение 1920-х годов ему удалось создать в институте отдел физики низких температур, продолжавший плодотворную работу по изучению теплоёмкости тел, получению твердого гелия, исследованию адсорбции газов и структуры кристаллов. Для проведения всех этих работ было необходимо разрабатывать новое оборудование: по проекту Симона в институте был создан новый ожижитель водорода, копии которого были построены во многих лабораториях мира, и установка по ожижению гелия, четвёртая в мире на тот момент. К концу 1920-х годов Симон был уже широко известен в научных кругах, приглашался на различные конференции и встречи. В частности, летом 1930 года вместе с женой он посетил Советский Союз, побывав в Одессе, Москве и Ленинграде.

### Бреслау (1931—1933)
В начале 1931 года Симон переехал в Бреслау на должность профессора физической химии местного Технического университета (Technische Hochschule Breslau, ныне Вроцлавский технологический университет). Весенний семестр 1932 года он провел в Калифорнийском университете в Беркли, куда прибыл по приглашению Гилберта Льюиса. Здесь Симон реализовал идею ожижения гелия методом адиабатического расширения. По возвращении в Бреслау он был назначен деканом факультета химии и горного дела и погрузился в административные дела. В январе 1933 года, после прихода к власти в Германии нацистов, Симон осознал необходимость эмигрировать. Хотя антиеврейские законы в тот момент ещё не затрагивали его положение (участники мировой войны не изгонялись из университетов), он начал искать себе подходящую позицию за границей. В июне 1933 года он получил приглашение от Фредерика Линдемана, директора Кларендонской лаборатории Оксфордского университета, и с радостью принял его.

### Оксфорд (1933—1956)

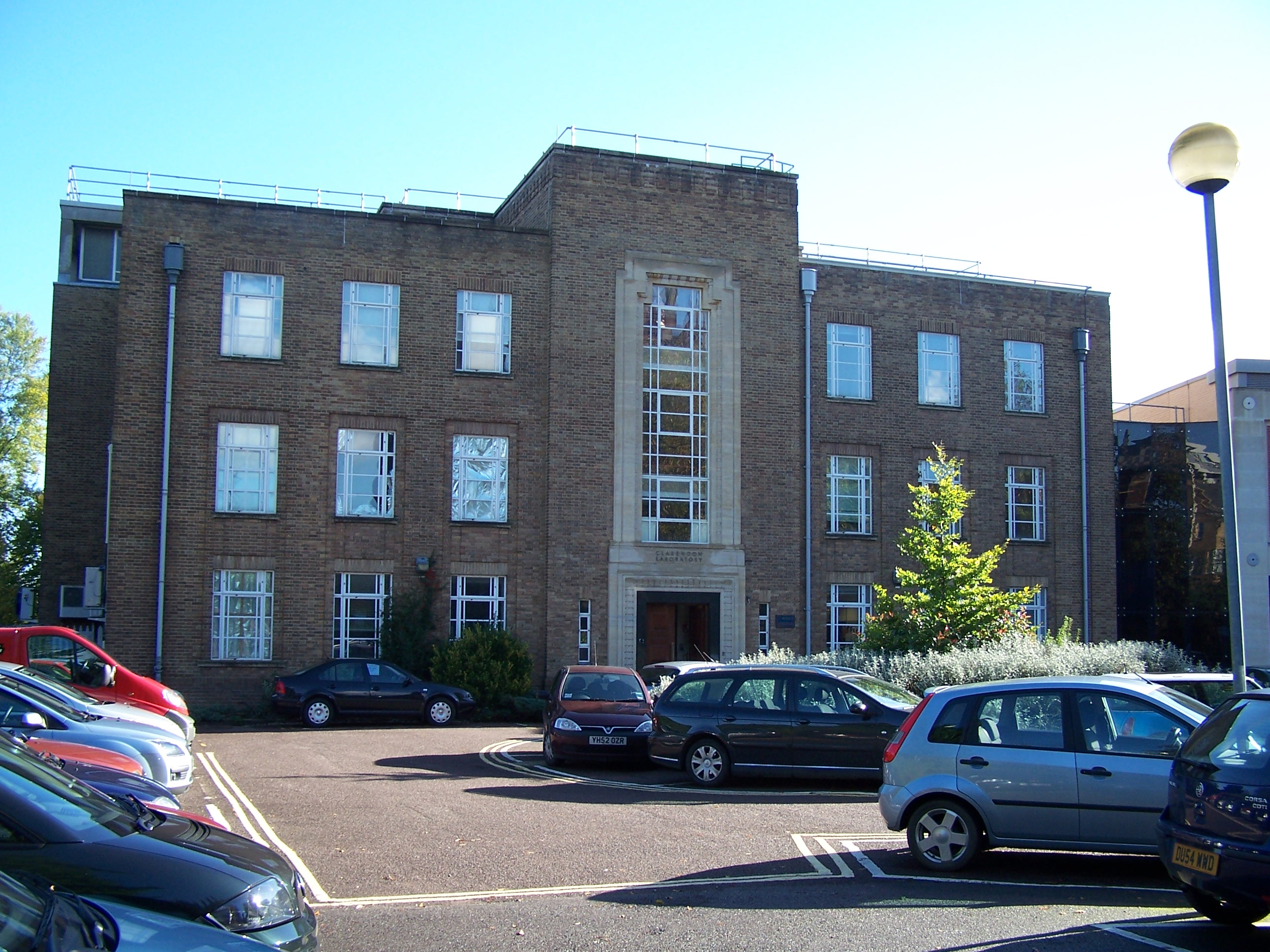
Кларендонская лаборатория в Оксфорде

В августе 1933 года Симон с семьёй прибыл в Оксфорд. Линдеману удалось выхлопотать исследовательские гранты компании Imperial Chemical Industries для Симона и трёх других беженцев из Германии (также специалистов по низкотемпературной физике и также из Бреслау) — Курта Мендельсона (двоюродного брата Симона), Николаса Курти и Хайнца Лондона. Симон захватил с собой из Германии некоторое оборудование и начал налаживать в Кларендонской лаборатории экспериментальную работу, развернув широкие исследования по магнитному охлаждению и другим темам. Тем не менее, Симон не был удовлетворен скромными возможностями лаборатории, он хотел большей самостоятельности и занимался поиском подходящей профессорской позиции. Эти поиски не увенчались успехом: получить место в Бирмингемском университете ему не удалось, а от предложений из Стамбула и Иерусалима он отказался сам. Из-за скромных возможностей в Оксфорде ему приходилось много путешествовать: он посещал Амстердам, где было оборудование для изучения свойств жидкостей при высоких давлениях, а работы по магнитному охлаждению привели его к тесному сотрудничеству (особенно в 1935—1938 годах) с парижской лабораторией Эме Коттона, в которой были устройства для получения достаточно сильных магнитных полей. Хотя поначалу у Симона не было постоянной должности в университете, вскоре после приезда он получил степень магистра искусств и был допущен в профессорскую (Senior Common Room) колледжа Баллиоль, а в 1935 году стал читать лекции по термодинамике. В конце 1938 года Симон получил британское гражданство, и с этого времени всё более широкое распространение стал приобретать англоязычный вариант его имени — Фрэнсис Саймон.
После начала Второй мировой войны работы в лаборатории были остановлены, однако правительство ещё не решалось привлекать недавних иммигрантов к проблемам военного характера. Получив много свободного времени, Саймон и другие его коллеги-беженцы (в особенности Рудольф Пайерлс и Отто Фриш) начали активно разрабатывать новую тему атомной энергии. Только летом 1940 года работы по этой тематике были официально утверждены. Поскольку его жена и дети были эвакуированы в Канаду, Саймон смог полностью сосредоточиться на работе в рамках британского атомного проекта, занимаясь в основном вопросом разделения изотопов. За участие в этом проекте в 1946 году он был награждён Орденом Британской империи. Годом ранее Саймон получил должность сотрудника (Student) колледжа Крайст-Чёрч, а затем звание профессора и руководство специально для него организованной кафедрой термодинамики.
В послевоенное время Саймон много внимания уделял общественно-политическим вопросам, в 1948—1951 годах являлся научным корреспондентом газеты The Financial Times, сотрудничал с Управлением по атомной энергии, был членом исследовательского совета Управления по электроэнергии и совета Лондонского королевского общества, занимал должность председателя комиссии по очень низким температурам Международного союза чистой и прикладной физики. Одновременно он налаживал активную работу по низкотемпературной физике в Кларендонской лаборатории, расширяя штат и оборудование своего отдела.
В 1956 году Саймон был избран преемником Линдемана (в то время уже лорда Черуэлла) в должности профессора экспериментальной философии (Dr. Lee’s Professor of Experimental Philosophy) и директора Кларендонской лаборатории. Летом он слёг из-за обострения коронарной болезни сердца, от которой стал постепенно поправляться. 1 октября 1956 года Саймон вступил в должность директора лаборатории, однако в конце октября произошёл рецидив болезни, и 31 октября он умер.

## Научная деятельность

### Теплоёмкость и третье начало термодинамики
Первые работы Саймона (начала 1920-х годов) были посвящены изучению поведения удельной теплоёмкости веществ при низких температурах. Эта тематика тесно связана с обоснованием третьего начала термодинамики, которое было сформулировано ранее руководителем Саймона Вальтером Нернстом в форме так называемой тепловой теоремы. Внимание Саймона привлекали в первую очередь различные аномалии (аномалии лямбда-типа, аномалии Шоттки и другие), которые, казалось, нарушают требуемое по мере приближения к абсолютному нулю стремление энтропии к одному и тому же пределу независимо от фазового состояния вещества. Саймон указал, что во всех подобных случаях система не находится в состоянии внутреннего равновесия, и потому обычные термодинамические представления к ней неприменимы. Такая ситуация возникает в случае аморфных веществ, различных смесей и сплавов, находящихся в так называемых метастабильных состояниях. Проведённая работа позволила Саймону дать новую формулировку третьего начала термодинамики и, как отмечает Николас Курти,

Тот факт, что тепловая теорема Нернста в наше время рассматривается как третье начало термодинамики, имеющее то же фундаментальное значение, что первое и второе начала, во многом обусловлено работой и влиянием Саймона.
Оригинальный текст (англ.)The fact that the Nernst heat theorem is now regarded as the 3rd law of thermodynamics, equal in fundamental importance to the 1st and the 2nd laws, is largely due to Simon's work and influence.

Результаты Саймона в этой области нашли и практическое применение: проведённый им анализ равновесия графит/алмаз был использован фирмой General Electric для успешного получения искусственных алмазов. Тем не менее, Саймон предсказывал существование и реальных фундаментальных аномалий в поведении теплоёмкости, связанных с квантовыми эффектами. Первая такая аномалия была обнаружена в 1929 году в твердом водороде и связана с существованием двух его модификаций — пара- и орто-водорода (последний характеризуется вырождением основного состояния). В 1950-е годы Саймон возвращался к изучению свойств орто-пара-систем.

### Криогеника и сопряжённые исследования
В 1926 году Саймон разработал метод адиабатической десорбции для получения жидкого гелия: из сосуда с гелием, адсорбированным углём при температуре жидкого водорода, откачивается газ, что позволяет резко понизить температуру ниже критической. В 1932 году он предложил новый метод ожижения гелия — так называемый экспансионный метод на основе его изоэнтропийного расширения. Этот подход оказался относительно простым и дешёвым и позволил интенсифицировать проведение низкотемпературных исследований в Кларендонской лаборатории и других научных центрах.
Разработанные методики охлаждения активно применялись Саймоном к исследованию свойств веществ при экстремально низких температурах. В начале 1930-х годов он начал цикл исследований свойств жидкого и твердого гелия, продолженный в послевоенные годы. В частности были изучены кривые плавления гелия, продемонстрирована роль поверхностной плёнки жидкого гелия в тепловом отклике резервуара с этой жидкостью, исследованы процессы теплопередачи в жидком гелии при температурах ниже 1 К и так далее.
Ещё в Берлине Саймон начал работу по исследованию кривых плавления таких веществ, как гелий, при изменении давления. В результате данной работы удалось показать справедливость закона соответственных состояний в этом случае и получить полуэмпирическое выражение для давления плавления, которое могло применяться к другим, недоступным в то время для изучения веществам. В послевоенное время кривая плавления гелия была прослежена вплоть до давлений в 7300 атмосфер, что соответствует температуре плавления 50 К. При этом не было обнаружено никаких свидетельств существования критической точки для перехода твердое тело — жидкость.
В последние годы Саймон начал работу по изучению теплопроводности диэлектрических кристаллов, которая ограничивается процессами переброса (Umklapp scattering, рассеяние фононов в результате столкновений друг с другом) и процессами рассеяния фононов на границах кристалла. Саймон с сотрудниками экспериментально продемонстрировал, что при низких температурах первый тип процессов играет незначительную роль в полном соответствии с теоретическими ожиданиями, тогда как теплопроводность полностью определяется рассеянием фононов на кристаллических гранях и, таким образом, зависит от размеров образца.

### Магнитное и ядерное охлаждение
Метод получения низких температур посредством адиабатического размагничивания парамагнитных солей был предложен в 1926 году независимо Петером Дебаем и Уильямом Джиоком. В начале 1930-х годов Саймону удалось показать, что минимальная достижимая температура определяется тепловой аномалией, связанной с возникновением упорядоченных ориентаций спинов электронов. В 1934 году совместно с Николасом Курти он начал серию экспериментов по магнитному охлаждению. Прежде всего было необходимо установить термодинамическую шкалу температур в новом диапазоне, то есть научиться определять температуру, достигаемую в этом подходе (это может быть сделано, например, методом нагревания вещества гамма-излучением). После этого стало возможным измерять свойства веществ (парамагнитных солей) в зависимости от температуры, в частности был изучен процесс перехода спиновой системы в упорядоченное состояние. Среди других приложений магнитного охлаждения — охлаждение различных веществ в новом температурном диапазоне, поиск новых сверхпроводников, измерение тепловой релаксации и теплопроводности веществ и так далее.
В 1935 году вместе с Курти и независимо от Корнелиса Гортера Саймон выдвинул идею ядерного охлаждения. Как было показано в работах по адиабатическому размагничиванию, предельная температура охлаждения определяется энергией взаимодействия спинов (или магнитных моментов) электронов. С другой стороны, энергия взаимодействия ядерных магнитных моментов гораздо меньше, поэтому, если парамагнетизм вещества определяется его ядерными спинами, можно достичь ещё более низких температур. В последующие годы Саймон обосновал возможность реализации этого подхода, однако она была связана с большими экспериментальными трудностями, в частности с необходимостью получения достаточно сильных магнитных полей и предварительным охлаждением до сотых долей К. Поэтому первые успешные опыты по ядерному охлаждению были проведены лишь летом 1956 года, когда удалось опустить спиновую температуру до 10 мкК.

### Разделение изотопов
Вскоре после начала Второй мировой войны Саймон узнал о возможности получения ядерной взрывчатки на основе урана-235. В связи с этим встал вопрос о создании эффективных методик выделения этого изотопа. Уже к лету 1940 года начались первые эксперименты по разделению методом диффузии газовой смеси изотопов через мембрану. Поскольку все британские физики были уже привлечены к военным работам, в этих исследованиях принимали участие такие же иммигранты как Саймон. Первые опыты носили достаточно примитивный характер. Согласно воспоминаниям Николаса Курти,

Хотя было бы преувеличением сказать, как в некоторых легковесных воспоминаниях, что первые эксперименты по разделению изотопов в Кларендонской лаборатории были проведены на газированной воде с помощью кухонного фильтра миссис Саймон, это было не столь далеко от истины.
Оригинальный текст (англ.)Thus, although it would be an exaggeration to say, as has been done in some lighthearted reminiscences, that the first separation experiments at the Clarendon were done on soda-water with the help of Mrs Simon's kitchen strainer, the truth is not far off.

После создания британского атомного проекта эти работы получили официальный статус. Большую роль в этом (наряду с «меморандумом Фриша — Пайерлса») сыграл доклад, составленный Саймоном, а также тот факт, что лорд Черуэлл, руководитель Кларендонской лаборатории, был советником Уинстона Черчилля по научным вопросам. Работы в группе Саймона были значительно расширены: проводились исследования свойств гексафторида урана и металлического урана, различных типов мембран, и уже в декабре 1940 года Саймон представил реалистичный проект завода по разделению изотопов урана. Экспериментально изучались и другие возможности разделения, в частности метод центрифугирования, теория которого была создана Полем Дираком. Результаты, полученные Саймоном и его группой, использовались также в рамках Манхэттенского проекта.

## Личность и общественная позиция Саймона
Во время войны Саймон смог ближе познакомиться с организацией английской науки и промышленности. Это знакомство позволило ему сформировать собственный, довольно пессимистичный взгляд на роль и перспективы науки в британском обществе. Как специалист по термодинамике он выступал резко против бесполезных трат топлива и человеческих усилий, призывал к экономии угля, важнейшего топливного ресурса, и замене традиционных отопительных систем более разумными. Его активность в этом вопросе была во многом вызвана дефицитом угля в послевоенное время. В то же время он не разделял сверхоптимистичного взгляда на перспективы ядерной энергетики, считая, что в обозримом будущем уголь по-прежнему будет основным источником тепла. Особое беспокойство Саймона вызывало положение науки в Англии. Он утверждал, что ей уделяется недостаточно внимания по сравнению с другими странами (США и особенно СССР), и этот разрыв, по его мнению, будет только расти, что может привести к серьёзным последствиям для будущего Великобритании. В одной из последних своих статей он писал:

У нас должна быть долгосрочная политика, существенной частью которой было бы приспособление нашей системы образования к требованиям технологической эпохи. Без политики мы не сможем конкурировать с Советами. <...> в Британии должна произойти тщательная переоценка роли науки, и мы должны преодолеть недостаток понимания среди гуманитариев, которые занимают почти все ключевые позиции в стране.
Оригинальный текст (англ.)We must have a long-term policy, an essential part of which would be the adjustment of our education system to the demands of the technological age. Without a policy we shall not be able to compete with the Soviets. <...> in Britain, a thorough revaluation  of the role of science must take place, and we shall have to overcome the lack of understanding in the arts men who occupy almost all the key positions in the country.

Саймон не был хорошим лектором, он вообще не любил выступать публично (все его выступления были тщательно подготовлены и требовали от него большого напряжения). Его влияние на учеников и коллег осуществлялось скорее посредством неформальных контактов и более близкого общения. Хотя он долгое время жил в Англии, он говорил по-английски с небольшим акцентом и был не уверен в своём знании языка, называя себя «вице-президентом Союза говорящих на ломаном английском» (президентство он отдавал своему другу Фрицу Лондону). Жалуясь на ненадежную память, он всегда носил при себе блокнот, куда записывал услышанную информацию.
Саймон был всегда готов помочь своим коллегам, покинувшим нацистскую Германию, но и после войны он с тревогой следил за развитием ситуации на родине, отмечая, что дух фашизма ещё жив в стране и что многие ученые и политики, сотрудничавшие с нацистами, по-прежнему занимали важные посты. Его успешная работа в Кларендонской лаборатории, ставшей одним из крупнейших центров криогеники, была во многом обязана хорошей атмосфере в коллективе. Николас Курти писал по этому поводу:

Можно сказать, что кларендонские физики-низкотемпературщики, рассеянные по многим странам, образовали нечто вроде большой семьи с Саймоном во главе. Он постоянно переписывался с ними, поддерживая их интерес друг к другу и к работе друг друга, и в своих многочисленных поездках он всегда навещал их.
Оригинальный текст (англ.)It may be said that Clarendon low-temperature physicists, scattered though they were over many countries, formed something like a large family with Simon as its head. He continually corresponded with them, keeping alive their interest in each other and in the work that each was doing and on his many travels he always looked them up.

Один из бывших сотрудников Саймона так охарактеризовал его в некрологе в журнале Nature:

Он был озорной, подвижный, великодушный и сердечный, всегда доступный, его невозможно было обидеть.
Оригинальный текст (англ.)He was mischievous, mercurial, generous and warm-hearted, always approachable, impossible to offend.

## Награды и память
- Железный крест 1-го класса (1918?)
- Командор Ордена Британской империи (1946)
- Медаль Румфорда Лондонского королевского общества (1948)
- Первая Медаль Камерлинг-Оннеса Голландского института охлаждения (1952)
- Медаль К. Линде (1952)
- Почётный член Американской академии искусств и наук (1952)
- Рыцарство (1955)
- Медаль и премия Гутри (1956)

Британский Институт Физики присуждает Мемориальную премию Саймона с 1959 года.

## Публикации

### Основные научные работы
Саймон является автором более 120 научных статей, из которых достаточно условно можно выделить:
- F. Simon, F. Lange. Zur Frage der Entropie amorpher Substanzen // Zeitschrift für Physik. — 1926. — Vol. 38, № 3. — P. 227—236. — doi:10.1007/BF01399111.
- F. Simon, K. Mendelssohn, M. Ruhemann. Anomale spezifische Wärmen des festen Wasserstoffs bei Heliumtemperaturen // Naturwissenschaften. — 1930. — Vol. 18, № 2. — P. 34—35. — doi:10.1007/BF01501022.
- F. Simon, M. Ruhemann, W. A. M. Edwards. Die Schmelzkurven von Wasserstoff, Neon, Stickstoff und Argon // Zeitschrift für Physikalische Chemie B. — 1930. — Vol. 6. — P. 331.
- F. Simon. Über eine Möglichkeit zur Erreichung beliebig tiefer Temperaturen // Zeitschrift für Physik. — 1933. — Vol. 81, № 11—12. — P. 824—831. — doi:10.1007/BF01342081.
- N. Kurti, F. Simon. Kalorimetrischer Nachweis einer Termaufspaltung im Gadoliniumsulfat // Naturwissenschaften. — 1933. — Vol. 21, № 8. — P. 178—179. — doi:10.1007/BF01504062.
- F. Simon. Behaviour of Condensed Helium near Absolute Zero // Nature. — 1934. — Vol. 133. — P. 529.
- N. Kurti, F. Simon. Further Experiments with the Magnetic Cooling Method // Nature. — 1935. — Vol. 135. — P. 31.
- N. Kurti, F. Simon. Experiments at Very Low Temperatures Obtained by the Magnetic Method. I. The Production of the Low Temperatures // Proc. R. Soc. Lond. A. — 1935. — Vol. 149. — P. 152—176.
- Дж. Мак-Леннан, В. Х. Кеезом, В. Мейснер, Р. Крониг, Н. Кюрти, Ф. Симон, Ф. Лондон, К. Мендельсон. Сверхпроводимость (дискуссия) // УФН. — 1936. — Т. 16, вып. 3. — С. 396—424.
- A. H. Cooke, B. V. Rollin, F. Simon. A New Form of Expansion Liquefier for Helium // Review of Scientific Instruments. — 1939. — Vol. 10, № 9. — P. 251—253. — doi:10.1063/1.1751547.
- F. A. Holland, J. A. W. Huggill, G. O. Jones, F. Simon. Solid Helium at 'High' Temperatures // Nature. — 1950. — Vol. 165. — P. 147—148.
- F. Simon, C. A. Swenson. The Liquid–Solid Transition in Helium Near Absolute Zero // Nature. — 1950. — Vol. 165. — P. 829—831.
- R. Berman, F. Simon, J. Wilks. Thermal Conductivity of Dielectric Crystals: The ‘Umklapp’ Process // Nature. — 1951. — Vol. 168. — P. 277—280.
- N. Kurti, F. N. H. Robinson, F. Simon, D. A. Spohr. Nuclear Cooling // Nature. — 1956. — Vol. 178. — P. 450—453.
- F. Simon. The third law of thermodynamics — an historical survey (40th Guthrie lecture) // Yearbook of the Physical Society. — 1956. — P. 1—.

### Публицистика
Саймон является автором ряда статей публицистического характера в различных изданиях, в том числе в газетах The Sunday Times и The Financial Times (он являлся корреспондентом последней в течение нескольких лет). Некоторые из публикаций перечислены ниже:
- F. Simon. The neglect of science. — Oxford: Basil Blackwell, 1951.
- F. Simon. Waste, the threat to our natural resourses: 34th Earl Grey Memorial Lecture. — Newcastle, 1954.
- F. Simon. The 'Atomic' rivals // The Financial Times. — 1954, 6 August.
- F. Simon. Fuel problems of the future // The Financial Times. — 1955, 12 October.
- F. Simon. The Soviet bid for technological leadership // The Listener. — 1956, 19 January.